# Hildegard Hillebrecht
Hildegard Hillebrecht (ur. 26 listopada 1927 w Hanowerze, zm. 7 października 2018 w Monachium) – niemiecka śpiewaczka operowa, sopran.

## Życiorys
Początkowo studiowała medycynę, dopiero później zdecydowała się poświęcić karierze wokalnej. Zadebiutowała w 1951 roku we Fryburgu Bryzgowijskim rolą Leonory w Trubadurze. W kolejnych latach występowała w operach w Zurychu (1952–1954), Düsseldorfie (1954–1959), Kolonii (1956–1961) i Monachium (1961–1972). Gościnnie śpiewała w Wiedniu, Paryżu, Hamburgu, Berlinie, Salzburgu i Rzymie. W 1967 roku rolą Cesarzowej w Kobiecie bez cienia debiutowała w Covent Garden Theatre w Londynie, a w 1968 roku jako Zyglinda w Walkirii w Metropolitan Opera w Nowym Jorku. W 1968 roku wystąpiła w Berlinie w premierze Ulisse Luigiego Dallapiccoli.
Specjalizowała się w partiach sopranowych w operach włoskich, a także dziełach W.A. Mozarta i Richarda Straussa. 